# Japonski viski
Japonski viski je slog viskija, razvit in proizveden na Japonskem. Proizvodnja viskija na Japonskem se je začela okoli leta 1870, vendar je bila prva komercialna proizvodnja leta 1923 ob odprtju prve destilarne v državi, Jamazaki. Na splošno je slog japonskega viskija bolj podoben slogu škotskega viskija kot drugi večji slogi viskija.
Na Japonskem obstaja več podjetij, ki proizvajajo viski, vendar sta dve najbolj znani in najbolj dostopni Suntory in Nikka. Oba proizvajata tako mešane kot tudi enosladne viskije in mešane sladne viskije, pri čemer sta njuna glavna mešana viskija Suntory kakubin (角瓶, kvadratna steklenica) in Black Nikka Clear. Obstaja tudi veliko posebnih polnjenj in omejenih izdaj.

## Slog
Proizvodnja japonskega viskija se je začela kot zavestno prizadevanje za poustvaritev sloga škotskega viskija. Pionirji, kot je Masataka Taketsuru, so skrbno preučevali postopek izdelave škotskega viskija in se zelo potrudili, da bi ta proces ponovno ustvarili na Japonskem. Lokacija Yoichi na Hokaidu je bila izbrana predvsem zaradi njegovega terena in podnebja, ki sta v marsičem spominjala na Škotsko (čeprav so finančne omejitve povzročile, da je bila prva destilarna dejansko zgrajena na primernejši lokaciji Jamazaki na glavnem otoku).
Do leta 2024 bodo izdelki, označeni kot japonski viski, v skladu z novimi predpisi. Japonski viski mora biti fermentiran, destiliran, staran in ustekleničen na Japonskem, v kaši mora biti uporabljen del sladnega zrna in voda, pridobljena z Japonske.
En vidik sloga japonskega viskija izhaja iz načina proizvodnje mešanega viskija in različne narave industrije na Japonskem. Kljub nedavnemu porastu zanimanja za enosladne viskije je velika večina viskijev, ki se prodajajo na svetu, še vedno mešanih. Čeprav je na Škotskem lahko določena znamka mešanega viskija v lasti podjetja, ki ima v lasti tudi eno ali več destilarn, je običajno, da polnilci mešanega viskija trgujejo z enosladnimi viskiji. Sestavine mešanice lahko vključujejo sladni viski iz številnih destilarn, ki so lahko v lasti različnih podjetij. Na Japonskem pa je industrija vertikalno integrirana, kar pomeni, da imajo podjetja za proizvodnjo viskija tako destilarne kot blagovne znamke mešanih viskijev in ne trgujejo s svojimi konkurenti. Tako bo mešani viski na Japonskem na splošno vseboval samo sladni viski iz destilarne v lasti istega podjetja.

## Zgodovina
Dve najvplivnejši osebnosti v zgodovini japonskega viskija sta Shinjiro Torii in Masataka Taketsuru. Torii je bil veletrgovec s farmacevtskimi izdelki in ustanovitelj podjetja Kotobukiya (kasneje Suntory). Začel je uvažati zahodne alkoholne pijače in kasneje ustvaril blagovno znamko z imenom Akadama Port Wine, ki temelji na portugalskem vinu, zaradi katerega je postal uspešen trgovec. Vendar s tem uspehom ni bil zadovoljen, zato se je lotil novega podviga, ki naj bi postal delo njegovega življenja: izdelava japonskega viskija za Japonce. Kljub močnemu nasprotovanju vodstva podjetja se je Torii odločil zgraditi prvo japonsko destilarno viskija v Jamazakiju, predmestju Kjota, območju, ki je tako znano po odlični vodi, da je legendarni čajni mojster Sen no Rikyū tam zgradil svojo čajnico.
Torii je najel Taketsuruja kot direktorja destilarne. Taketsuru je študiral umetnost destilacije na Škotskem in to znanje prinesel nazaj na Japonsko v zgodnjih 1920-ih. Medtem ko je delal za Kotobukiya, je imel ključno vlogo pri pomoči Toriiju pri ustanovitvi destilarne Yamazaki. Leta 1934 je zapustil Kotobukiyo, da bi ustanovil lastno podjetje - Dainipponkaju -, ki se je kasneje preimenovalo v Nikka. V tem novem podvigu je ustanovil destilarno Yoichi na Hokaidu.
Prvi zahodnjaki, ki so poskusili japonski viski, so bili vojaki ameriških ekspedicijskih sil v Sibiriji, ki so se septembra 1918 odpravili na obalo v Hakodate. Blagovna znamka z imenom Queen George, ki jo je neki Američan opisal kot »škotski viski, narejen na Japonskem«, je bila široko dostopna. Kaj točno je bil, ni znano, vendar je bil precej močan in verjetno precej drugačen od škotskega viskija.
Prvi viski, izdelan na Japonskem, je bil Suntory Shirofuda, ki so ga izdali leta 1929.
Od sredine 1950-ih je priljubljenost viskija začela naraščati in tri glavne znamke Suntory, Daikoku Budoshu (kasneje Mercian Corporation) in Nikka so se borile za najvišji položaj, kar je privedlo do tako imenovane »vojne viskija«. Od leta 1960 so se začeli pojavljati edinstveni japonski običaji glede viskija. Pitje viskija z japonsko hrano je postalo priljubljeno, sistem Bottle keep se je uveljavil v barih in izakaja, med množicami pa je postalo priljubljeno pitje mizuvari (水割り), viskija, razredčenega z 2- do 2,5-kratno količino vode.
Leta 1971 so bile odpravljene različne omejitve v trgovini z viskijem, kar je japonskim uvoznikom omogočilo uvoz tujega viskija brez količinskih ali vrednostnih omejitev. Leta 1973 je v posel z viskijem vstopilo podjetje Kirin. Leta 1980 je Suntory poslal 12,4 milijona zabojev Old in dosegel največji letni obseg prodaje na svetu za eno znamko. Potem ko je leta 1983 dosegla vrhunec, je poraba viskija na Japonskem še naprej upadala in močno zaostajala za japonskim pivom, šōčūjem in sakejem, leta 2008 pa je bilo porabljenih le 20 % ravni iz leta 1983.
Vendar pa se je poraba viskija okoli leta 2008 ponovno začela povečevati zaradi norosti po visokokakovostnih izdelkih, priljubljenost viskija pa se je dramatično povečala leta 2014, ko je bilo življenje ustanovitelja družbe Nikka Masatake Taketsuru prikazano v drami NHK Massan (マッサン). Poleg tega je japonski viski začel osvajati nagrade na mednarodnih tekmovanjih, izvoz izven Japonske pa se je povečal. Posledično je povpraševanje po japonskem viskiju od leta 2010 močno preseglo ponudbo, proizvodnja številnih izdelkov pa je bila ustavljena. Obstajata dva razloga, zakaj pomanjkanja ponudbe viskija ni bilo enostavno rešiti. Prvi je, da je od leta 1983 do leta 2008 poraba viskija na Japonskem še naprej upadala, podjetja pa so še naprej zmanjševala proizvodnjo, kar je povzročilo majhne zaloge. Drugi razlog je, da mora biti viski dolgo časa shranjen v sodih, da bi bil dokončan, tako da tudi če bi podjetja povečala količino destiliranega viskija, ga ne bi mogla takoj odpremiti.
Leta 2008 je Ichiro Akuto (肥土伊知郎) začel delovati v destilarni Chichibu. To je bilo prvič v 35 letih, da je japonska vlada podelila dovoljenje za proizvodnjo viskija novemu podjetju. Destilarna Chichibu je prejela številne nagrade na državnih in mednarodnih tekmovanjih. Uspeh destilarne Chichibu je povzročil povečanje števila podjetij, ki so vstopila v posel z viskijem, in po vsej Japonski so začeli graditi destilarne viskija.
Do leta 2020 so japonske destilarne uvažale žgane pijače za uporabo v mešanicah. Leta 2021 je Japonsko združenje proizvajalcev žganih pijač in likerjev objavilo opredelitev japonskega viskija kot prostovoljni standard združenja. 82 podjetij, ki so člani združenja, je zavezanih k temu pravilu in noben viski, izdelan na način, ki ne ustreza tej definiciji, ne more imeti na etiketi besed japonski viski ali besed, ki pomenijo japonski viski. Poleg tega, če na etiketi ni jasno navedeno, da viski ne ustreza definiciji japonskega viskija, ne bo dovoljeno prikazati imena kraja, osebe ali zastave, ki spominja na Japonsko. Odlog za to pravilo je do leta 2024.
Leta 2022 je bila vrednost japonskega izvoza alkoholnih pijač približno 139,2 milijarde jenov, pri čemer je bil na prvem mestu japonski viski s 56,1 milijarde jenov, na drugem pa sake s 47,5 milijarde jenov.

## Ugled
Pred letom 2000 je bil trg za japonske viskije skoraj v celoti domač, čeprav se je to spremenilo leta 2001, ko je Nikkin 10-letni Yoichi single malt prejel nagrado Best of the Best na podelitvi nagrad Whisky Magazine.
V slepi degustaciji, ki jo je organiziral Whisky Magazine leta 2003 in katere rezultati so objavljeni v WM #30, so bili zmagovalci v kategoriji japonski viskiji:
1. Hibiki 21 YO 43% (mešanica)
2. Nikka Yoichi 10 let SC 59,9 %
3. Yamazaki Bourbon Cask 1991 60%
4. Karuizawa 17 YO 40% (čisti slad)

Na glavni lestvici (ki zajema vse kategorije viskija) se je Hibiki 21 YO uvrstil na 9. mesto, Nikka Yoichi pa na 10. mesto na 14.
Leta 2004 so 18-letnega Yamazakija predstavili ZDA. Japonski viskiji so osvajali najvišja priznanja na mednarodnih tekmovanjih, predvsem Suntory. Na tekmovanju International Spirits Challenge leta 2003 je Suntory Yamazaki osvojil zlato medaljo, viskiji Suntory pa so vsako leto do leta 2013 osvajali zlate medalje, pri čemer so vsi trije malt viskiji leta 2012 osvojili pokal (glavno nagrado) (Yamazaki 18 let star in Hakushu 25 let star) ali 2013 (Hibiki 21 let) in Suntory sam zmagovalec destilarne leta 2010, 2012 in 2013. Posledično priznanje je japonske destilarne spodbudilo k trženju v tujini.
Japonski viski je prejel najvišjo nagrado na svetu v neki kategoriji na podelitvi nagrad World Whiskys Awards, ki jo organizira Whisky Magazine, vsako leto od otvoritvenega dogodka leta 2007 do leta 2022. Whisky Magazine je organiziral vrsto slepih degustacij, ki so v linijo vključile japonske single malt, skupaj z malt iz destilarn, ki veljajo za ene najboljših na Škotskem. Več kot enkrat so rezultati japonskih single malt (zlasti tistih Nikkinega Yoichija in Suntoryjevega Yamazakija) dosegli višje rezultate kot njihovi škotski primerki.
Viski, ki ga proizvaja Venture Whisky Co., Ltd., ki ima v lasti destilarno Chichibu, je bil prav tako visoko ocenjen in je pet let zapored od 2017 do 2021 zmagal v kategoriji »Najboljša mešanica omejene izdaje na svetu« v tekmovanju, ki ga organizira Whisky Magazine.
Leta 2022 je destilarna Akkeshi osvojila glavno nagrado v kategoriji najboljšega Blended na svetu, destilarna Asaka pa je osvojila glavno nagrado v kategoriji najboljšega Blended Malt na svetu na tekmovanju, ki ga je organizirala revija Whisky Magazine.
Naraščajoča priljubljenost japonskega viskija je dvignila cene, zlasti za redkejše izdelke. Avgusta 2018 je 50 let stara Yamazakijeva prva izdaja šla za rekordnih 343.000 $ na dražbi Bonhams v Hong Kongu. V začetku leta 2020 je Suntory na Japonskem izžrebal 100 steklenic Yamazaki 55-year-old po tri milijone jenov (20.700 USD). Ena od teh steklenic je bila avgusta istega leta na dražbi v Hongkongu prodana za približno 800.000 dolarjev; avgusta 2022 je "Joker", viski, ki ga izdeluje Akuto Ichiro (:肥土伊知郎), ki upravlja destilarno Chichibu, z originalnim viskijem destilarne Hanyu, prodan za 500.000 HK$.

## Destilarne
Leta 2008 je začela delovati destilarna Chichibu (ベンチャーゥイスキー). To je bilo prvič v 35 letih, da je japonska vlada podelila novo dovoljenje za proizvodnjo viskija. Uspeh destilarne Chichibu je spodbudil podjetja, ki proizvajajo sake in šōčū, pa tudi podjetja iz drugih panog, da vstopijo v posel z viskijem, destilarne pa gradijo po vsej Japonski. Poleg tega so podjetja, ki so prenehala z destilacijo zaradi zmanjšanja povpraševanja po viskiju, nadaljevala z destilacijo ali začela obratovati nove destilarne. Od leta 2011, ko je bila destilarna Shinshu Mars ponovno odprta, je bilo na Japonskem okoli devet aktivnih destilarne viskija. Od oktobra 2022 je na Japonskem 59 destilarn viskija, vključno s tistimi v gradnji in načrtovanimi.